# پاتریک کوردینگلی
پاتریک کوردینگلی (انگلیسی: Patrick Cordingley؛ زادهٔ ۶ اکتبر ۱۹۴۴) فرد نظامی اهل بریتانیا است. وی همچنین برندهٔ جوایزی همچون نشان امپراتوری بریتانیا شده‌است.